# Chippewa County (Michigan)
Chippewa County ist ein County im Bundesstaat Michigan der Vereinigten Staaten. Der Verwaltungssitz (County Seat) ist Sault Ste. Marie. Das U.S. Census Bureau hat bei der Volkszählung 2020 eine Einwohnerzahl von 36.785 ermittelt.

## Geographie
Das County liegt im äußersten Osten der Oberen Halbinsel von Michigan, grenzt im Nordwesten an Kanada, im Norden, Nordosten, Osten, Südosten und Süden an den Lake Huron, einem der 5 großen Seen, und hat eine Fläche von 6988 Quadratkilometern, wovon 2945 Quadratkilometer Wasserfläche sind. Es grenzt im Uhrzeigersinn an folgende Countys: Mackinac County und Luce County.

## Geschichte
Chippewa County wurde 1827 aus Teilen des Mackinac County gebildet. Benannt wurde es nach den Chippewa, einem Indianerstamm.
Ein Ort im County hat den Status einer National Historic Landmark, das Schleusensystem Soo Locks, auch bekannt als St. Mary’s Falls Canal. 26 Bauwerke und Stätten des Countys sind insgesamt im National Register of Historic Places eingetragen (Stand 22. November 2017).

## Demografische Daten

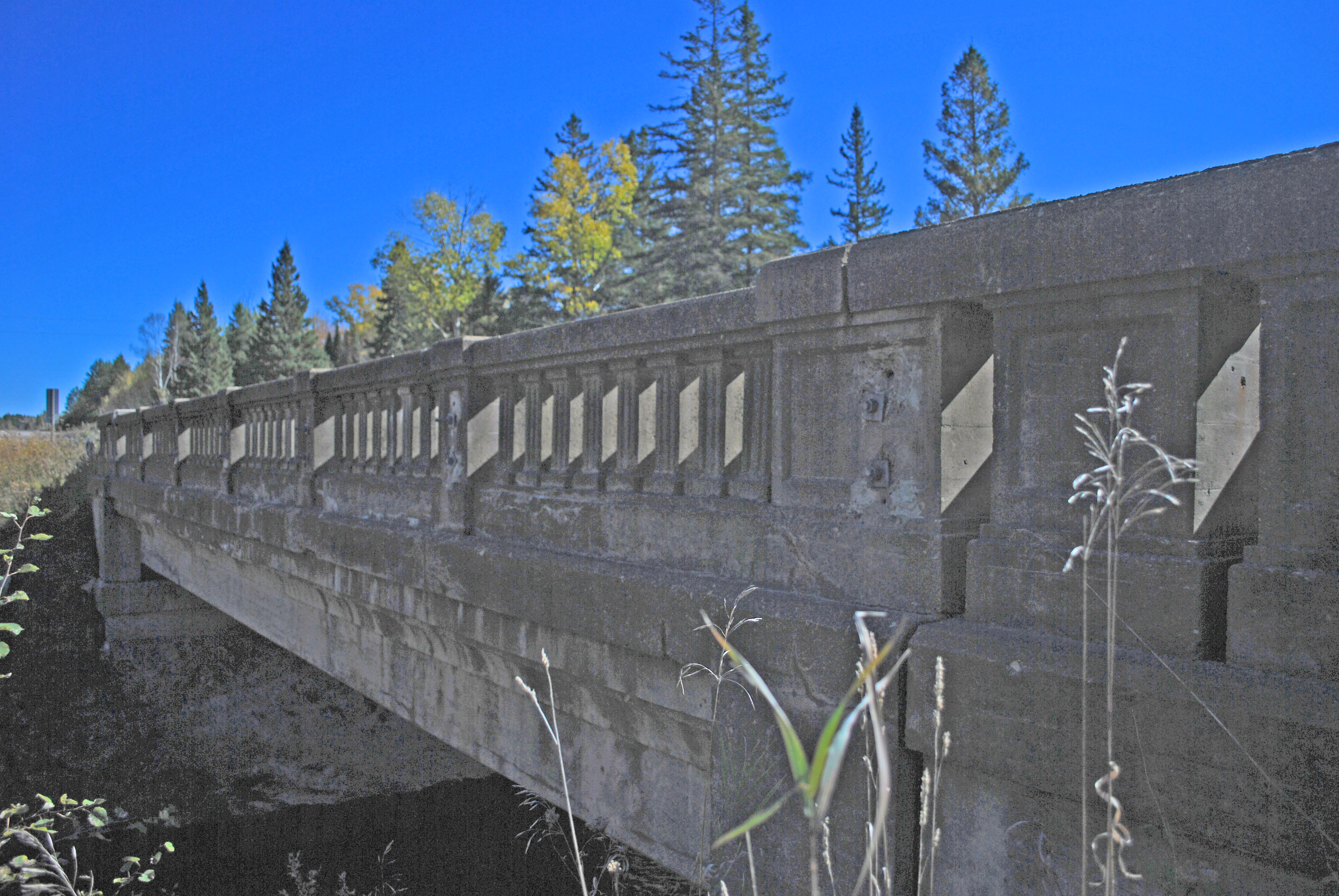
M-28-Tahquamenon River Bridge, gelistet im NRHP mit der Nr. 99001466

Nach der Volkszählung im Jahr 2000 lebten im Chippewa County 38.543 Menschen in 13.474 Haushalten und 8.960 Familien. Die Bevölkerungsdichte betrug 10 Einwohner pro Quadratkilometer. Ethnisch betrachtet setzte sich die Bevölkerung zusammen aus 75,88 Prozent Weißen, 5,52 Prozent Afroamerikanern, 13,31 Prozent amerikanischen Ureinwohnern, 0,46 Prozent Asiaten, 0,03 Prozent Bewohnern aus dem pazifischen Inselraum und 0,37 Prozent aus anderen ethnischen Gruppen; 4,43 Prozent stammten von zwei oder mehr Ethnien ab. 1,55 Prozent der Bevölkerung waren spanischer oder lateinamerikanischer Abstammung.
Von den 13.474 Haushalten hatten 30,4 Prozent Kinder unter 18 Jahren, die bei ihnen lebten. 51,5 Prozent waren verheiratete, zusammenlebende Paare, 10,7 Prozent waren allein erziehende Mütter und 33,5 Prozent waren keine Familien. 27,5 Prozent waren Singlehaushalte und in 10,7 Prozent lebten Menschen im Alter von 65 Jahren oder darüber. Die Durchschnittshaushaltsgröße betrug 2,42 und die durchschnittliche Familiengröße lag bei 2,93 Personen.
21,3 Prozent der Bevölkerung waren unter 18 Jahre alt. 11,9 Prozent zwischen 18 und 24 Jahre, 31,8 Prozent zwischen 25 und 44 Jahre, 22,3 Prozent zwischen 45 und 64 Jahre und 12,7 Prozent waren 65 Jahre oder älter. Das Durchschnittsalter betrug 36 Jahre. Auf 100 weibliche Personen kamen 125,5 männliche Personen. Auf 100 Frauen im Alter von 18 Jahren und darüber kamen statistisch 132,1 Männer.
Das jährliche Durchschnittseinkommen eines Haushalts betrug 34.464 USD, das Durchschnittseinkommen einer Familie 41.450 USD. Männer hatten ein Durchschnittseinkommen von 31.559 USD, Frauen 22.321 USD. Das Prokopfeinkommen betrug 15.858 USD. 8,9 Prozent der Familien und 12,8 Prozent der Bevölkerung lebten unterhalb der Armutsgrenze.

## Orte im County
- Baie de Wasai
- Barbeau
- Bay Mills
- Brassar
- Brimley
- Cordell
- Dafter
- De Tour Village
- Dick
- Dollar Settlement
- Dryburg
- Eckerman
- Eckerman Corner
- Emerson
- Fibre
- Gardenville
- Goetzville
- Homestead
- Hulbert
- Johnswood
- Kelden
- Kinross
- Lincoln
- McCarron
- Mission
- Munuscong
- Oak Ridge
- Paradise
- Payment
- Pickford
- Raber
- Raco
- Rockview
- Rosedale
- Rudyard
- Sault Sainte Marie
- Seewhy
- Shallows
- Shelldrake
- Snug Harbor
- Stalwart
- Stirlingville
- Strongs
- Strongs Corner
- Timberlost
- Trout Lake
- Vermilion
- Westons Iroquois Beach
- Whitefish Point

Townships
- Bay Mills Township
- Bruce Township
- Chippewa Township
- Dafter Township
- Detour Township
- Drummond Township
- Hulbert Township
- Kinross Charter Township
- Pickford Township
- Raber Township
- Rudyard Township
- Slagle Township
- Sugar Island Township
- Superior Charter Township
- Trout Lake Township
- Whitefish Township